# Бронхіола

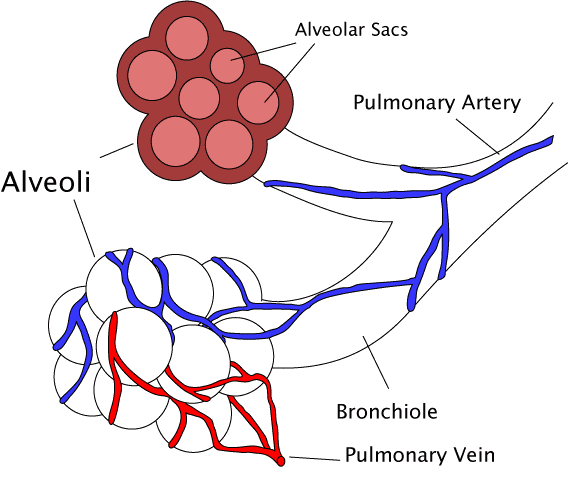
Бронхіоли й альвеоли

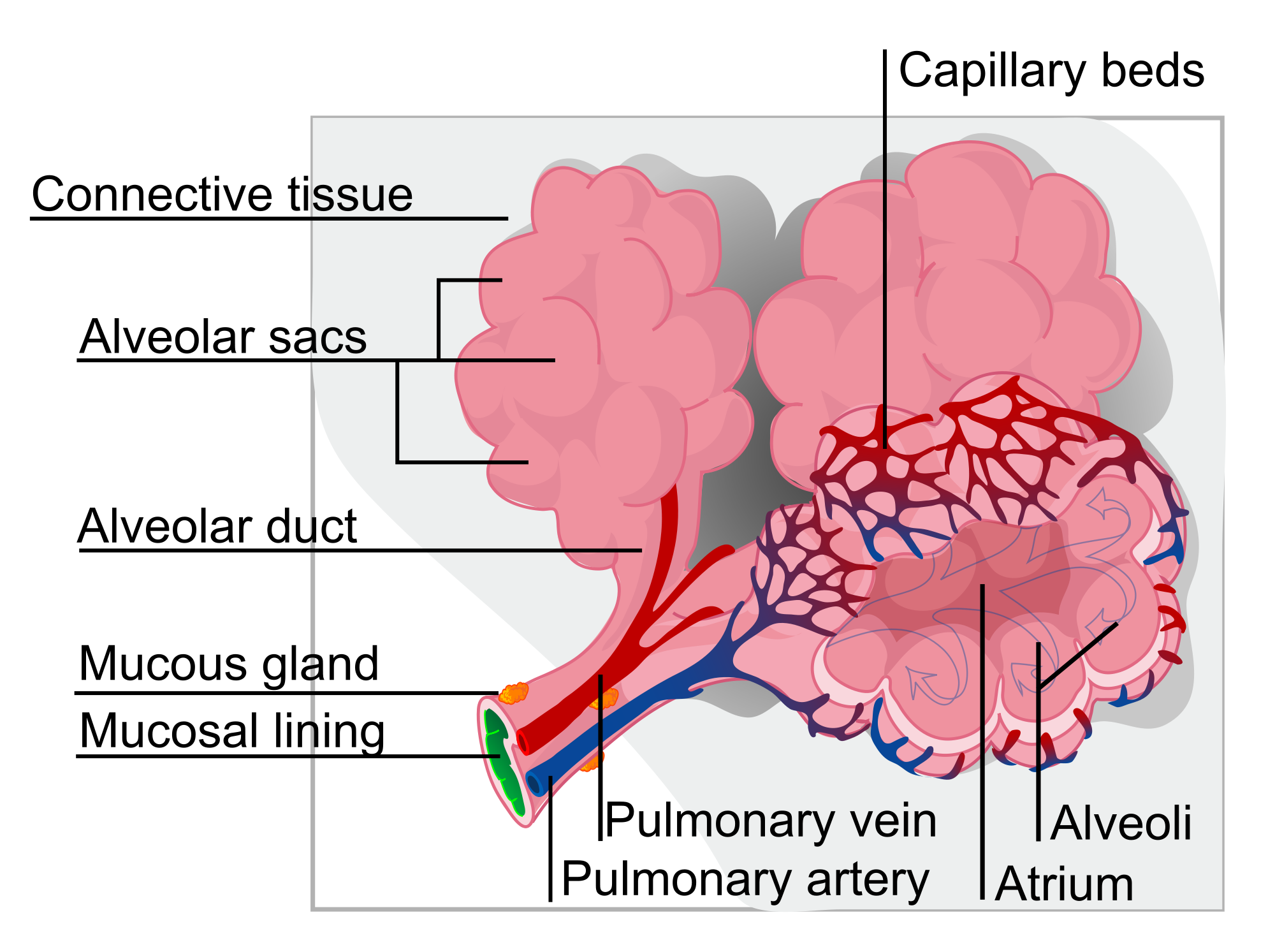
Альвеоли — це сферичні вирости дихальних бронхіол.

Бронхіо́ли (лат. bronchiolae) — кінцеві гілки бронхіального дерева, що не містять хрящів і переходять у альвеолярні ходи легень. Діаметр бронхіол не перевищує 1 мм. Бронхіоли розподіляють повітряний потік і контролюють опір йому.

## Анатомія
Бронхіоли є гілками часточкового бронху. Найкрупніші, термінальні (кінцеві, мембранозні) бронхіоли відходять від часточкового бронху в кількості 16—18. Їх стінки позбавлені хряща, містять гладком'язові клітини, що дозволяє регулювати повітряний потік. Термінальна бронхіола поділяється на 14—16 респіраторних (дихальних) бронхіол I порядку, які мають респіраторні гілки II і III порядку. Останні утворюють декілька генерацій альвеолярних ходів, що несуть альвеолярні мішечки й альвеоли. Стінки дихальних бронхіол утворені війчастими епітеліальними клітинами й альвеолоцитами, не містять гладком'язових клітин.
Система розгалужень кожної термінальної бронхіоли утворює ацинус.

## Функції
Бронхіоли беруть участь у проведенні повітря, забезпеченні санації дихальних шляхів і виведенні ринобронхіального секрету. Респіраторні бронхіоли беруть участь у газообміні, а також, разом із альвеолами, синтезують сурфактант.

## Патологія
Бронхоспазм, загрозлива для життя ситуація, зумовлений скороченням гладкої мускулатури бронхіол із різким зменшенням їх діаметру. Для лікування бронхоспазму зазвичай використовуються бронходілятатори та киснева терапія.
Запалення стінок бронхіол називається бронхіоліт (англ. bronchiolitis). До захворювань із ураженням бронхіол відносяться: бронхіальна астма, респіраторно-синцитіальна інфекція та ін. Під час КТ-дослідження патогномонічним симптомом бронхіоліту є симптом «дерева з бруньками».

## Ілюстрації
|                               |
| Анатомія бронхіального дерева |

|                              |
| Бронхіальне дерево та легені |

| |
| 1. Трахея 2. Головний бронх 3. Часточковий бронх 4. Сегментарний бронх 5. Бронхіола 6. Альвеолярний хід 7. Альвеола |

|                                            |
| Легенева альвеола здорової і хворої людини |